# Timaná
Timaná ist eine Gemeinde (municipio) im Departamento Huila in Kolumbien.

## Geographie
Timaná liegt im Süden von Huila in der Subregion Subsur im Tal des Río Magdalena zwischen der Zentral- und der Ostkordillere der kolumbianischen Anden auf einer Höhe von 1100 Metern, 166 km von Neiva und 446 km von Bogotá entfernt und hat eine Jahresdurchschnittstemperatur von 24 °C. An die Gemeinde grenzen im Norden Altamira, im Osten Acevedo und Suaza, im Süden Pitalito und im Westen Elías.

## Bevölkerung
Die Gemeinde Timaná hat 22.428 Einwohner, von denen 7818 im städtischen Teil (cabecera municipal) der Gemeinde leben (Stand: 2022).

## Geschichte
Auf dem Gebiet der heutigen Gemeinde lebte bei Ankunft der Spanier das indigene Volk der Andaquíes. Timaná wurde bereits 1538 für die Spanier von Pedro de Añasco offiziell gegründet. Eine indigene Kazikin, die als La Cacica Gaitana bekannt wurde, wurde zum Gegenstand von Legenden als Symbol für Freiheit und Unabhängigkeit Amerikas.

## Wirtschaft
Die wichtigsten Wirtschaftszweige von Timaná sind Landwirtschaft und Rinderproduktion. Das wichtigste Anbauprodukt ist Kaffee.